# José Redondo
José Antonio Redondo García (Turón, Asturias, España, 8 de marzo de 1953) es un exfutbolista y exentrenador español. Actualmente desempeña el cargo de responsable de relaciones institucionales del Real Sporting de Gijón.

## Trayectoria

### Como jugador
Sus inicios como futbolista tuvieron lugar en los juveniles del C. D. Turón, llegando a debutar con el primer equipo en 1971 en Tercera División. El siguiente año fichó por el Real Sporting de Gijón y fue cedido al C. D. Ensidesa para la campaña 1972-73. No obstante, el Sporting decidió repescarlo a mitad de temporada y debutó en Primera División el 7 de enero de 1973, en un encuentro ante el Real Oviedo disputado en el estadio Carlos Tartiere que finalizó con victoria local por 1-0.
Militó un total de trece temporadas en el Sporting, asumiendo las funciones de capitán en siete de ellas, y cosechó un descenso a Segunda División en la campaña 1975-76 —recuperando la categoría perdida en la siguiente—, un subcampeonato de Liga en la temporada 1978-79, además de disputar dos finales de Copa del Rey en 1981 y 1982.
Al finalizar la temporada 1984-85 se despidió del equipo gijonés y se retiró como futbolista profesional, quedando posteriormente ligado a la estructura del equipo sportinguista en diferentes roles.

### Como entrenador
Comenzó su etapa como técnico en la Escuela de fútbol de Mareo, entrenando a los equipos de categoría infantil del Real Sporting de Gijón. En 1988, pasó a dirigir al U. D. Gijón Industrial en Regional Preferente y, un año más tarde, regresó a Mareo para ocupar el banquillo del Sporting Atlético durante la temporada 1989-90 en Segunda División B. Posteriormente, desempeñó el cargo de segundo entrenador del Sporting hasta el mes de abril de 1998, cuando sustituyó a José Manuel Díaz Novoa al frente del equipo tras consumarse el descenso a Segunda División; dirigió al conjunto rojiblanco durante las últimas siete jornadas de la temporada 1997-98 cosechando una victoria, un empate y cinco derrotas. Para la campaña 1998-99 retomó el puesto de entrenador del filial aunque, de nuevo, asumió temporalmente la dirección del primer equipo tras el cese de Antonio López en octubre de 1998.
Tras una etapa formando parte de la secretaría técnica del Sporting, fue contratado como entrenador del C. D. San Martín en 2002 y consiguió el ascenso a Tercera División en su primera temporada. Después de tres años, decidió abandonar el club al no ser capaz de evitar el descenso a Regional Preferente en 2005. En febrero de 2007, se hizo cargo del Berrón C. F. y tres meses más tarde, en mayo, se oficializó su contratación por el U. C. Ceares para la campaña 2007-08 en Tercera División. Sin embargo, no llegó a completar el curso al presentar su dimisión en enero de 2008. En el tramo final de la temporada 2008-09, dirigió al Valdesoto C. F., de nuevo en categoría Preferente, y en marzo de 2011 firmó un contrato con L'Entregu C. F. Tras salvar al equipo del descenso a Primera Regional en su primera campaña, logró el segundo ascenso a Tercera División de su carrera en la siguiente.
En la temporada 2012-13 consiguió clasificar a L'Entregu para disputar la fase asturiana de la Copa Real Federación Española de Fútbol, competición en la que fueron derrotados por el Real Sporting de Gijón "B". Tras otra campaña al frente del club en la Tercera División, el 26 de junio de 2014 fue anunciado como entrenador del U. P. Langreo, club al que dirigió hasta que presentó su dimisión el 10 de marzo de 2015.

## Clubes

### Como jugador
| Club                   | País   | Año       |
| ---------------------- | ------ | --------- |
| C. D. Turón            | España | 1971-1972 |
| C. D. Ensidesa         | España | 1972-1973 |
| Real Sporting de Gijón | España | 1973-1985 |

### Como entrenador
| Club                       | País   | Año       |
| -------------------------- | ------ | --------- |
| U. D. Gijón Industrial     | España | 1988-1989 |
| Sporting Atlético          | España | 1989-1990 |
| Real Sporting de Gijón     | España | 1998      |
| Real Sporting de Gijón "B" | España | 1998      |
| Real Sporting de Gijón     | España | 1998      |
| C. D. San Martín           | España | 2002-2005 |
| Berrón C. F.               | España | 2007      |
| U. C. Ceares               | España | 2007-2008 |
| Valdesoto C. F.            | España | 2009      |
| L'Entregu C. F.            | España | 2011-2014 |
| U. P. Langreo              | España | 2014-2015 |